# CcTLD

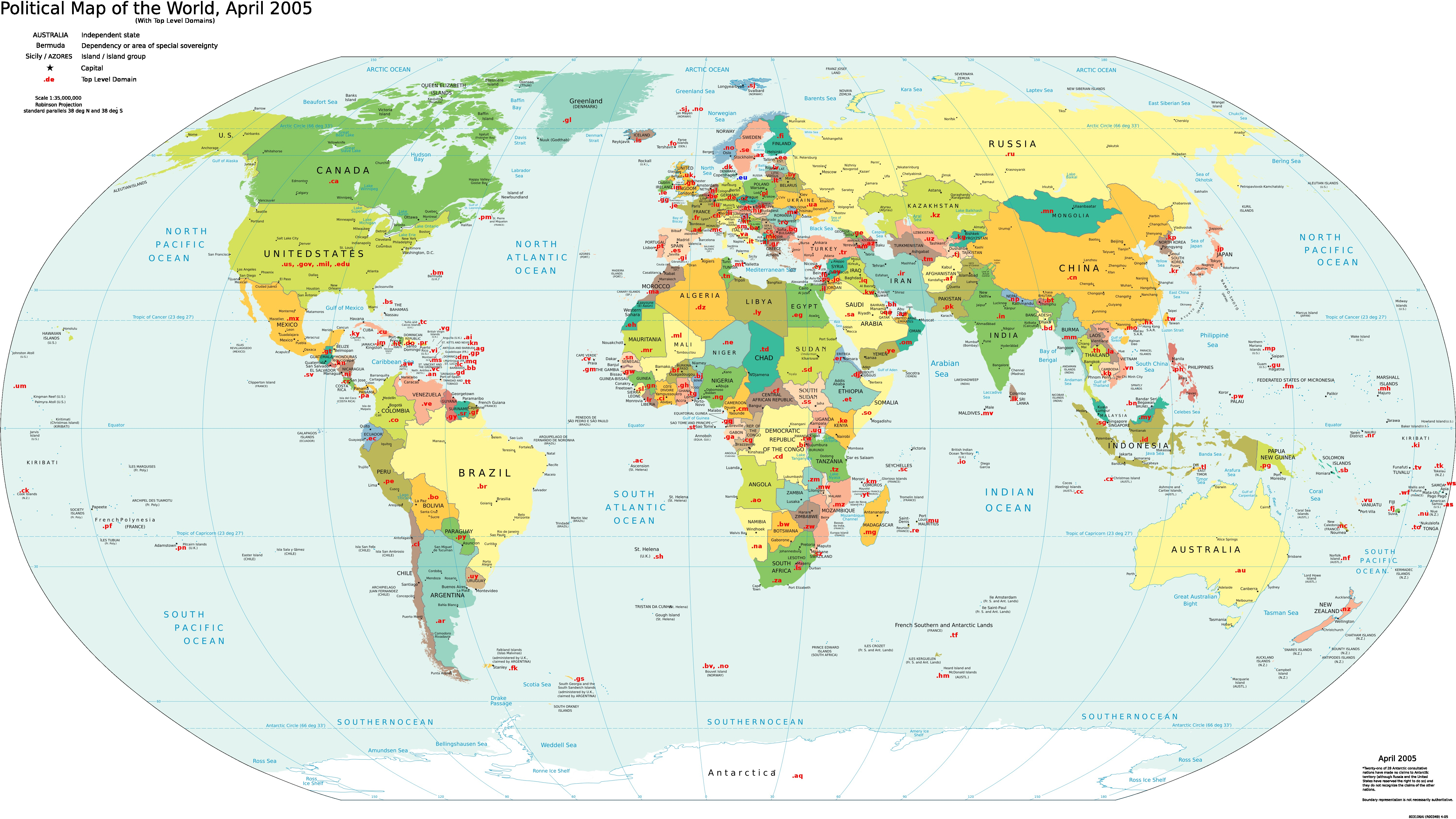
Mapa mundial com todas as ccTLDs

O domínio de topo de código de país ou domínio nacional de nível superior (em inglês, country code top-level domain - ccTLD), é o domínio de topo na internet geralmente usado ou reservado para um país ou um território dependente.
Os identificadores de ccTLD são de duas letras. A criação e manutenção dos ccTLDs são feitas pela Internet Assigned Numbers Authority (IANA), e com poucas exceções, os códigos corresponde ao códigos de país ISO 3166-1 alpha-2 mantido pela agência ISO 3166.

## Delegação e manutenção
A IANA é responsável por determinar o correto código para cada ccTLD. A administração e controle do domínio é também delegado a essa entidade, que tem a responsabilidade para o policiamento e funcionamento do domínio. As atuais delegações podem ser vista na lista de ccTLDs da IANA. Cada ccTLDs pode ter diferentes exigências e taxa de registro de subdomínios. Pode haver exigências de presença física no país (como cidadania ou outra ligação com o país). Como exemplo, os domínios .br do Brasil e .ar da Argentina.

## ISO 3166-1 e ccTLDs
| ccTLDs dos países da Comunidade dos Países de Língua Portuguesa | ccTLDs dos países da Comunidade dos Países de Língua Portuguesa |
| País                                                            | ccTLD                                                           |
| --------------------------------------------------------------- | --------------------------------------------------------------- |
| Angola                                                          | .ao                                                             |
| Brasil                                                          | .br                                                             |
| Cabo Verde                                                      | .cv                                                             |
| Guiné-Bissau                                                    | .gw                                                             |
| Macau                                                           | .mo                                                             |
| Moçambique                                                      | .mz                                                             |
| Portugal                                                        | .pt                                                             |
| São Tomé e Príncipe                                             | .st                                                             |
| Timor-Leste                                                     | .tl                                                             |

### Códigos ISO 3166-1  não usados como  ccTLDs
O código EH, que teoricamente deveria ser um ccTLD para o Sahara Ocidental nunca foi criado e não existe no DNS. De modo semelhante, o código CS (Sérvia e Montenegro) nunca foi colocado para operação. (cs foi anteriormente usado para a Checoslováquia). TL (do pós-independente Timor-Leste), foi atualmente introduzido para substituir o antigo TP.
Todos os outro códigos atuais da ISO 3166-1 foram criados e existem na DNS. Entretanto, algum desses código são efetivamente não usados. Em particular, a ilha Bouvet (.bv), uma dependência da Noruega, e Svalbard e Jan Mayen (.sj) são códigos que não existem na DNS, mas nenhum subdomínios foram criados. Alguns territórios franceses, incluindo Saint-Pierre e Miquelon (.pm), ainda estão esperando a autorização da AFNIC francesa para registro.
Apenas um único subdomínio é ainda registrado no .gb (ISO 3166-1 para o Reino Unido) e não se aceitam mais registros nesse código. Sites no Reino Unido geralmente usam o código .uk (veja abaixo).

### ccTLDs que não estão no ISO 3166-1
Seis ccTLDs são atualmente usados e não estão no código de duas letras do ISO 3166-1. Alguns deles estão no antigo código ISO 3166-1 (agora listado como ISO 3166-3).
- ac (Ilha Ascensão): Esse código é um vestígio da decisão dada pela IANA para permitir a utilização de códigos reservados pela União Postal Universal. A decisão foi posteriormente revertida.
- eu (União Europeia): Em 25 de setembro de 2000, a ICANN decidiu alocar o uso de qualquer código reservado de duas letras do ISO3166-1 que é reservado para qualquer propósito. Atualmente apenas o EU está nesse critério. Seguindo a decisão dada pelo Conselho do Ministério de Telecomunicação da União Europeia em março de 2002, o registro de domínio foi escolhido pela Comissão Europeia, e os critérios para a alocação: ICANN aprovou o eu como um ccTLD, e o abriu para registros em 7 de dezembro de 2005 para os sites de maiores importâncias. Desde 7 de Abril de 2006, os registros estão abertos para todos.

### ccTLDs históricas
Existem duas ccTLDs que foram eliminadas depois que o correspondente código de duas letras foram retiradas do ISO 3166-1:cs (para a Checoslováquia) e zr (para o Zaire). Também existiram ccTLD para a Alemanha Oriental, dd, que nunca foram usadas. Também existe um grande atraso entre a exclusão do código da ISO 3166-1 e a remoção do DNS, por exemplo, ZR foi excluído dos códigos ISO 3166-1 em 1997, mas o ccTLD zr não foi eliminado até 2001. Outras ccTLDs correspondente ao obsoleto código ISO 3166-1 ainda não foram eliminados; em alguns casos elas nunca serão em vista que podem são ccTLDs muito usadas. Em particular, a da União Soviética, su ainda está em uso há mais de uma década, desde que SU foi removido da ISO 3166-1.

## Usos não convencional das ccTLD
Com o uso da criatividade e por não haver certas restrições em algumas ccTLDs, resultaram em nomes como I.am, tip.it, start.at e go.to. Outras variações de ccTLDs usadas com os domínios de segundo nível são conhecidas como domain hacks, e podem formar alguma palavra ou um título. Isso resulta em domínios como blo.gs da Ilhas Geórgia do Sul e Sandwich do Sul (gs), del.icio.us dos Estados Unidos da América (us), e cr.yp.to de Tonga (to). Códigos que não são TLDs de países são também usados, como inter.net que usa o gTLD .net, provavelmente o primeiro domain hack criado.
Outras formas de domain hack das ccTLDs é feita para captar erros de digitação. O domínio .co da Colômbia tem gerado bastante interesse desde que se descobriu que muitas pessoas esquecem de escrever o "m" para sites com o domínio .com, ou similarmente o domínio .cm de Camarões com o esquecimento do "o".
Essa forma podem gerar bastante dinheiro para ccTLDs de países, sem que os sites sejam usadas no próprio país. O caso mais famoso foi de Tuvalu que o código é .tv, onde aumentou 50% do PIB desse país, apenas por causa do código ser similar a abreviação de Televisão. 

## ccTLDs de Domains hack
Domains Hack são o uso de ccTLDs que são usados para vários propósitos, a maioria não se relaciona com o próprio país, por causa do seu nome.
Por exemplo:
- ad é o ccTLD para Andorra, mas é recentemente usado por agências de propaganda.
- ag é o ccTLD para Antígua e Barbuda e é algumas vezes usado para sites de agricultura. Em Alemão, AG (abreviação para Aktiengesellschaft) que é uma empresa stock-based, similar ao Inc. nos USA.
- am é o ccTLD para a Armênia, mas é também usado para estações de Rádio AM.
- as é o ccTLD para a Samoa Americana. Na Dinamarca e na Noruega, AS é também o nome para empresas stock-based, similar ao Inc. nos Estados Unidos.
- be é o ccTLD para a Bélgica. Amplamente utilizado pelos pequenos sites búlgaros, pois é mais barato que a ccTLD bg.
- cc é o ccTLD para as Ilhas Cocos mas é usado para uma grande variedade de sites.
- cd é o ccTLD para a República Democrática do Congo mas é também usado pelo mercado de CD e sites de troca de arquivos.
- co é o ccTLD para a Colômbia, mas também é muito utilizado em sites de conteúdo comercial.[4]
- dj é o ccTLD para o Djibouti mas é também usado para o mercado de CD e dos disc jockeys.
- fm é o ccTLD para os Estados Federados da Micronésia mas é também usado para estações de rádios FM.
- gg é o ccTLD para Guernsey, mas é também usado pela indústria de jogos eletrônicos, por ser um abreviação de Good Game (bom jogo), e de aposta, especialmente nas apostas de corrida de cavalos, pois se refere a cavalos gee-gee.
- im é o ccTLD para a Ilha de Man mas é também usado por programas de mensagens instantâneas e serviços.
- in é o ccTLD para a Índia mas é também usado para a indústria da Internet.
- io é o ccTLD para o Território Britânico do Oceano Índico mas é também usado para coisas relacionadas a programas e internet.
- je é o ccTLD para Jersey mas também é usado como diminutivo em Holandês (ex: "huis.je), como "você" ("zoek.je"), ou como Eu em Francês (ex: "moi.je").
- la é o ccTLD para o Laos mas é também usado como TLD para Los Angeles.
- li é o ccTLD para o Liechtenstein mas é também usado como TLD para Long Island.
- md é o ccTLD para a Moldávia, mas também é comercializado exclusivamente para a indústria médica (como "medical domain" (site médico) ou "Medical doctor").
- mu é o ccTLD para a Maurícia, mas também é usado pela indústria da música.
- nu é o ccTLD para Niue mas também é usado como "new" (novo) em inglês e "now" (agora) em holandês. E também significa "nu" em francês e português.
- sc é o ccTLD para as Seychelles mas também é usado como .Source.
- tf é o ccTLD para Terras Austrais e Antárticas Francesas mas também é usado em sites relacionados ao jogo Team Fortress 2.
- tv é o ccTLD para Tuvalu mas é também usada pela indústria da televisão ou do entretenimento.
- ws é o ccTLD para a Samoa também é usada como .Website
- vu é o ccTLD para Vanuatu e significa "visto" em francês.